# ギュスターヴ・ポントン・ダメクール

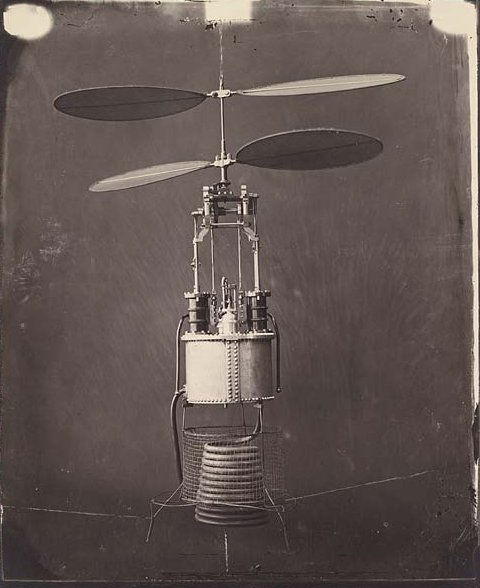
La chère hélice（愛しのプロペラ号）。1863年、ナダールが撮影。

ギュスターヴ・ポントン・ダメクール子爵（フランス語: vicomte Gustave Ponton d'Amécourt、1825年8月16日 パリ - 1888年）はフランスの古銭学者、考古学者。フランス古銭学会（Société française de numismatique ）の会長であり創立者である。メロヴィング朝の貨幣を専門に研究した。

## 経歴
ナダール（写真家・飛行家）やジュール・ヴェルヌ（小説家）とは友人であった。何にでも手を出す性格で、数学、サンスクリット語、ギリシア語、ラテン語を学習した。
ポントン・ダメクールが市長を務めたセーヌ＝エ＝マルヌ県トリルポール（Trilport）には、彼の記念碑が建てられている。

## 業績
ヘリコプターを意味するフランス語 hélicoptère  /エリコプテール/ を発明したのは彼である。ポントン・ダメクールは、ギリシア語の helikos （螺旋、プロペラ）と pteron （翼）の2語を組み合わせてこの語を作った。この語の初出は1861年8月3日で、イギリスにおける特許明細書に書かれた。フランスにおける特許出願は1861年4月3日になされ、1862年7月16日に特許番号49.097として認可された。彼はガブリエル・ド・ラ・ランデルと共同で、蒸気動力の模型ヘリコプターを製作した。そのボイラーはアルミニウムの史上最初の使用例の一つであった。おそらく、ジュール・ヴェルヌはダメクールの発明が詳説された1863年の冊子を読んでおり、彼が『征服者ロビュール』（1886年）に登場させたヘリコプターは、ある程度ダメクールの影響を受けている。
ナダールの写真（右図）が残る動力模型ヘリコプター La chère hélice （愛しのプロペラ号）はダメクールが開発したもので、蒸気機関により二重反転ローターを回した。実験は1863年5月21日に行なわれた。

## 受賞・栄典
レジオン・ドヌール勲章保持者である。

## 参考資料
- Gustave de Ponton d'Amécourt, "Les monnaies mérovingiennes du Cénomannicum", dans la Revue Historique et Archéologique du Maine, Le Mans, 1881-1882, tomes X, XI et XII. (voir aussi : coll. CD-RHAM, édition numérique, en mode image et texte, fonds de documentation interactive de la Revue Historique et Archéologique du Maine (1876 - 2000), Le Mans, 17 rue de la Reine Bérengère).